# Jan van Putten (burgemeester)
Berend Jan (Jan) van Putten (Kampen, 12 november 1947) is een Nederlands voormalig politiek bestuurder van de SGP, maar die in 2004 voor het lidmaatschap van die partij bedankte vanwege het “vrouwenstandpunt”. Sindsdien was hij partijloos.
Hij heeft rechten gestudeerd en bekleedde diverse bestuurlijke posten. Van Putten was hoofd van het bureau milieuzaken op de griffie van de provincie Zeeland voor zijn benoeming in april 1979 tot burgemeester van de gemeente Mariekerke. Toen die gemeente op 1 januari 1997 bij de gemeentelijke herindeling opging in de gemeente Veere kwam zijn functie te vervallen en enkele maanden later werd Van Putten burgemeester van de Gelderse gemeente Putten. Bij de nieuwjaarsreceptie in 2010 heeft hij aangegeven per 1 september van dat jaar vervroegd met pensioen te zullen gaan. Hierna werd Ria Aartsen-den Harder tot waarnemend burgemeester van Putten benoemd.